# Felix (film)
Pour les articles homonymes, voir Félix.
Pour plus de détails, voir Fiche technique et Distribution.
Felix est une comédie ouest-allemande à quatre sketches sortie en 1988. Les quatre réalisatrices sont Helma Sanders-Brahms pour le sketch Er am Ende, Helke Sander pour Muß ich aufpassen?, Margarethe von Trotta pour Eva et Christel Buschmann pour Are You Lonesome Tonight?.

## Synopsis

### Er am Ende
Lui, c'est Felix, et il se sent « à bout » (en allemand : am Ende) parce que sa compagne actuelle, qui ne fait que passer, l'a abandonné sans prévenir un matin à la table de la cuisine, au petit déjeuner, et a disparu de son appartement et de sa vie. Poussé par une vanité blessée, Felix décide d'aider son ego à se remettre sur pied et part donc seul sur une plage. Là, il veut tester sa valeur marchande auprès du sexe opposé et commence à flirter.

### Muß ich aufpassen?
Arrivé sur la plage de Sylt, Felix commence tout de suite à vérifier s'il a encore du succès auprès des femmes. Entre les dunes et la mer, il fait la connaissance de deux dames séduisantes, Danuta et Gabi, et se lance dans des tentatives de conquête. Il n'y parvient pas totalement, mais son libertinage, sans sentiments et sans remords, a des conséquences insoupçonnées.

### Eva
Félix court après une jeune femme qui s'avère être un mirage. Lorsque celle-ci dépose un cornet de glace au chocolat sur son manteau, il a le coup de foudre. Cette nouvelle conquête s'appelle Eva, et Félix se lie d'amitié avec elle. Tous deux se complaisent dans une vision romantique de l'amour et de la souffrance qui l'accompagne. La conversation avec Eva ne montre que trop clairement à l'homme abandonné qu'il est loin d'avoir surmonté la douleur de sa séparation et que toutes les activités qu'il a lancées depuis ne sont qu'une façon pour lui de compenser son mal-être.

### Are You Lonesome Tonight?
Felix sait désormais qu'une consommation massive et sans but de femmes ne peut pas remplacer un amour perdu. Il retourne à Hambourg et se met à faire la tournée des bars de la ville, autour des Landungsbrücken. La désillusion est immédiate et loin d'être satisfaisante pour Felix, le malheureux. À la fin, lui et sa femme, qui a également traversé une catharsis, se retrouvent.

## Fiche technique
- Titre original : Felix[1]
- Réalisation : Helma Sanders-Brahms, Helke Sander, Margarethe von Trotta, Christel Buschmann
- Scénario :	Helma Sanders-Brahms, Helke Sander, Margarethe von Trotta, Christel Buschmann, Silvo Lahtela (de)
- Photographie :	Frank Brühne (de), Franz Rath (de), Michael Gast
- Montage : Jane Seitz
- Musique des compositeurs classiques : Ludwig van Beethoven, Christoph Willibald Gluck
- Production : Theo Hinz (de)
- Société de production : Futura Film (Munich)
- Pays de production :  Allemagne de l'Ouest
- Langue originale : allemand
- Format : Couleurs - Son mono - 35 mm
- Durée : 86 minutes
- Genre : Comédie à sketches
- Dates de sortie :
  - Allemagne de l'Ouest : 13 janvier 1988 (Hambourg)

## Distribution
- Ulrich Tukur : Felix
- Barbara Auer : Luci
- Danuta Lato : Danuta
- Gabriela Herz : Gabi
- Eva Mattes : Eva
- Annette Uhlen : Susanne
- Nadine Rensing : Enfant
- Eva-Maria Hagen : réceptionniste à l'hôtel
- Jutta Jenthe : « Elvis » au Ballhaus Barmbek